# Drontermeertunnel
De Drontermeertunnel is een Nederlandse spoortunnel in de Hanzelijn tussen Dronten en Kampen.

## Gegevens
In juni 2006 kreeg de bouwcombinatie Ballast Nedam/GTI SUEZ, ProRail en studioSK (Movares) de opdracht deze constructie te realiseren. De voorbereiding begon in september 2006. In december dat jaar startte het werk aan de eerste bouwkuip. Op 30 januari 2007 gaf minister Peijs, op de plek waar de eerste werkzaamheden waren begonnen, officieel het startsein voor de bouw van de Hanzelijn. De tunnel verbindt Flevoland met Overijssel. Het tunnelgedeelte onder water beslaat 790 tot 800 meter, terwijl de tunnelbak in totaal 1300 meter lang is. Op het diepste punt van de tunnel ligt het tunneldak ruim 4 meter onder de vaargeul van het Drontermeer, de vloer op 12 meter onder het water. Op 28 november 2008 zijn de oost- en westoever van het Drontermeer officieel met elkaar verbonden. In 2010 is de tunnel voorzien van rails en bovenleiding en 2011 vonden de eerste treinproeven plaats. Op 8 december 2012 is de tunnel voor treinverkeer in gebruik genomen. De tunnel is berekend op snelheden tot 200 kilometer per uur maar als gevolg van de krappe boogstraal van de Hanzelijn bij Kampen was de dienstsnelheid op 160 kilometer per uur berekend. De tunnel loopt door een beschermd vogelgebied, dus tijdens het broed- en trekseizoen lagen de lawaaiige werkzaamheden stil.

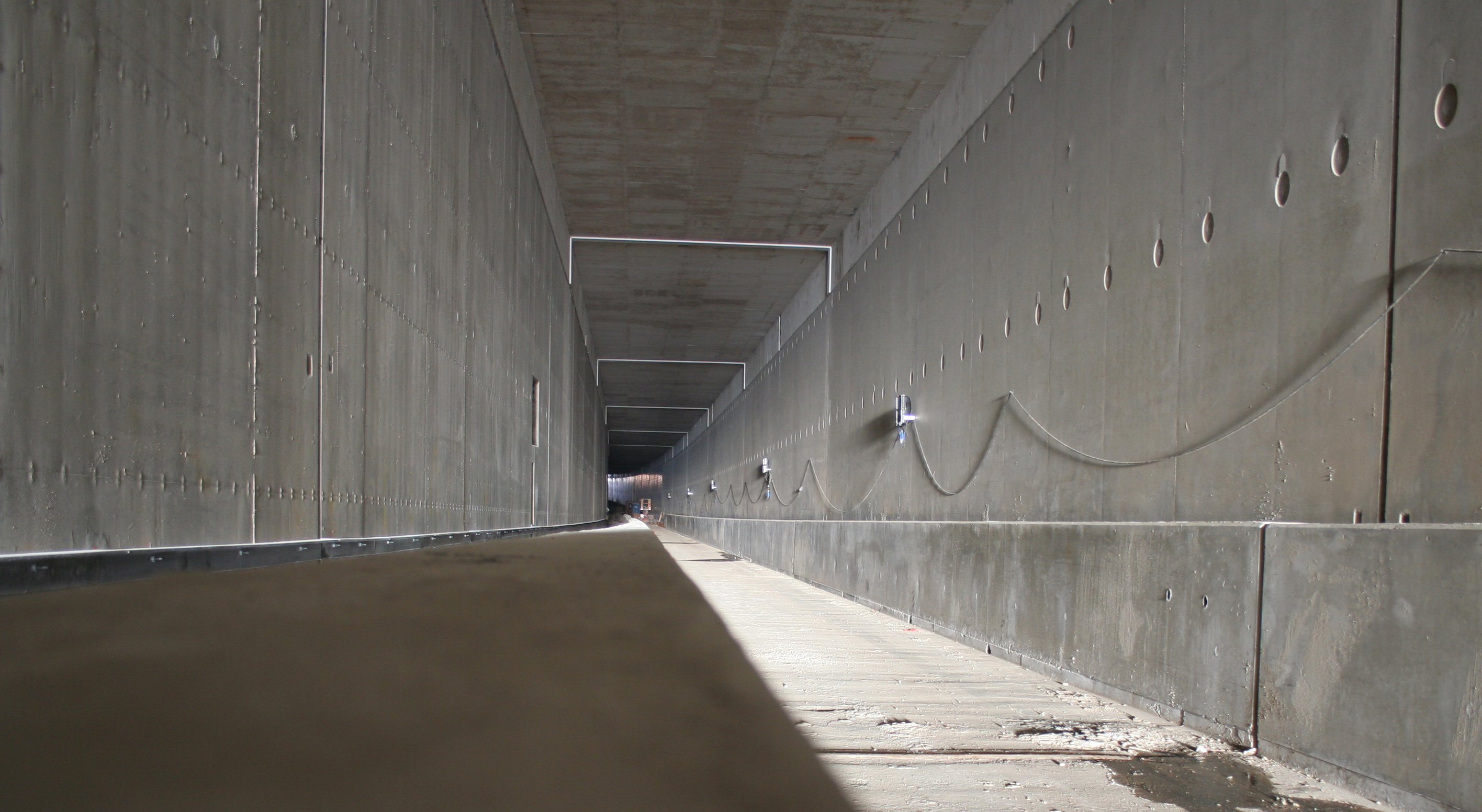
Eind 2008 was de tunnel onder het Drontermeer in ruwbouw gereed.

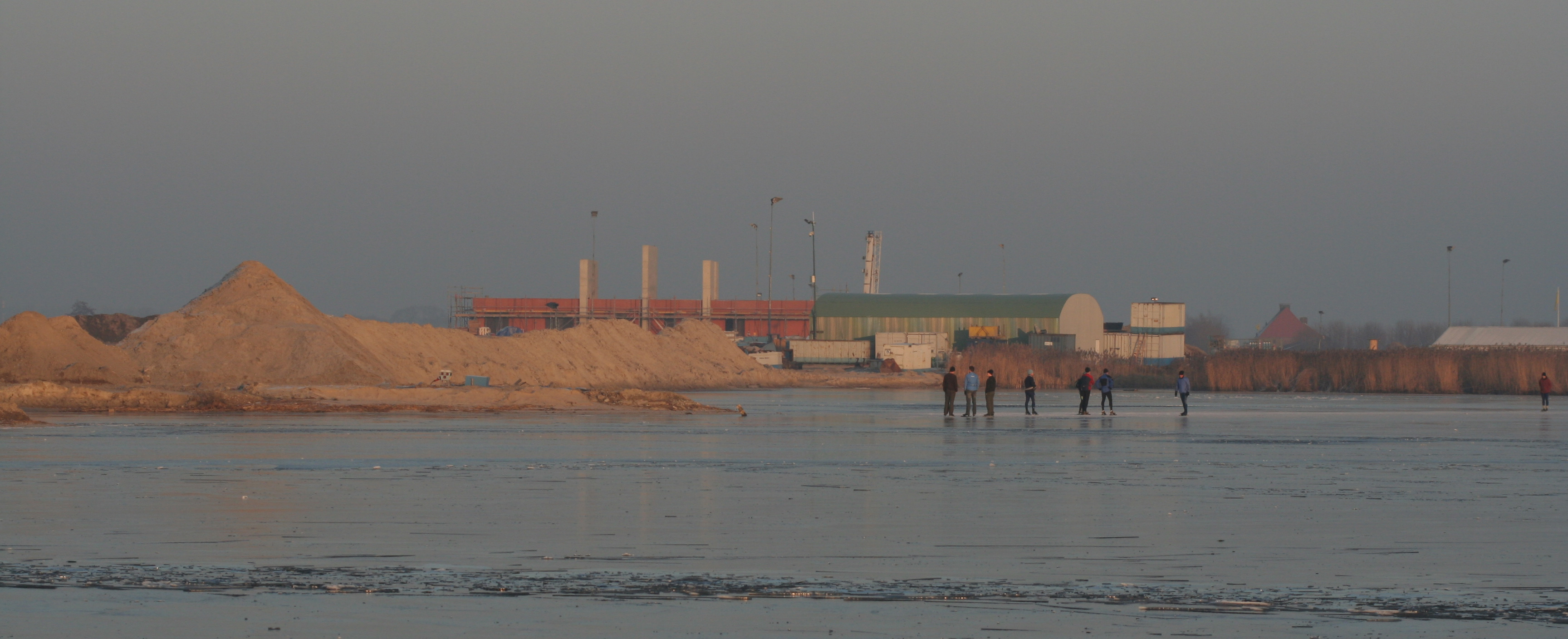
De andere tunneluitgang in Overijssel, gefotografeerd vanuit Flevoland.

Om het polderlandschap in de omgeving te beschermen tegen hoog water is de dijk rond het Drontermeer 600 meter landinwaarts doorgetrokken. Op het tunneldak voor de Drontermeerdijk ligt een faunapassage met een breedte van 25 meter. Daarmee kunnen dieren gemakkelijker van de ene naar de andere kant van het Revebos, dat naast het Drontermeer ligt.
De Drontermeertunnel heeft verschillende voorzieningen om de veiligheid van reizigers en omgeving te garanderen. De tunnel is voorzien van een blusinstallatie en communicatiemiddelen die voldoen aan Europese regelgeving. Een veiligheidseis bij nieuwe tunnels is dat de banen gescheiden zijn. Bij een eventuele ontsporing kan een trein van het ene spoor niet op een trein van het andere spoor botsen. De andere tunnelbuis kan dan ook als vluchtroute worden gebruikt.
Tijdens de bouw is niet voorzien dat de wand tussen de beide tunnelbuizen voor drukgolven zorgt, die pijn aan de oren van reizigers kan veroorzaken. 